# Caliphis novaezelandiae
Caliphis novaezelandiae är en spindeldjursart som först beskrevs av Womersley 1956.  Caliphis novaezelandiae ingår i släktet Caliphis och familjen Ologamasidae. Inga underarter finns listade.